# Eruption (альбом)
Eruption (с англ. — «Извержение») — третий и последний полноформатный альбом немецкой экспериментальной группы Kluster. Это также единственная концертная запись, выпущенная Kluster. Альбом был записан Клаусом Фройдихманном.

## Об альбоме
«Eruption» был записан в 1971 году на последнем концерте Kluster и был записан Клаусом Фройдихманном. «Eruption» был выпущен, по словам Конрада Шнитцлера, под неправильным названием Kluster und Eruption в 1971 году частным изданием. Было отпечатано и продано всего 200 копий оригинальной пластинки. Он был переиздан как сольный альбом Конрада Шнитцлера под названием Schwarz (с нем. — «Чёрный»), хотя были отмечены вклады Ханса-Йоахима Роделиуса и Дитера Мёбиуса. Альбом не был выпущен под своим настоящим названием «Eruption» до переиздания на CD в 1997 году немецким лейблом «Marginal Talent». Конрад Шнитцлер также переиздал «Eruption» на компакт-диске на своём лейбле «Plate Lunch».

## Приём
| Оценки критиков | Оценки критиков |
| Источник        | Оценка          |
| --------------- | --------------- |
| Allmusic        | [ 2 ]           |

«Eruption» широко считается самым прослушиваемым релизом Kluster. Это единственный релиз без устного религиозного текста. Местами стиль также начинает напоминать электронное звучание, которое можно услышать на ранних альбомах Cluster, преемника Kluster, появившегося на свет после ухода Шнитцлера. Каждая сторона состоит из одного длинного инструментального импровизационного джема. Джон Буш, пишущий рецензию для Allmusic, частично описывает музыку как имеющую: «…запрещающие скрипичные партии, сильно искажённый орган и набор магнитофонных эффектов, ведущих к нескольким минималистским гитарным тренировкам».

## Список композиций
Вся музыка написана Конрад Шнитцлер, Ханс-Йоахим Роделиус и Дитер Мёбиус.
| №  | Название     | Длительность |
| -- | ------------ | ------------ |
| 1. | «Eruption 1» | 31:04        |

| №                   | Название            | Длительность |
| ------------------- | ------------------- | ------------ |
| 2.                  | «Eruption 2»        | 25:30        |
| Общая длительность: | Общая длительность: | 56:34        |

Переиздание на CD 2006 года
| №                   | Название            | Длительность |
| ------------------- | ------------------- | ------------ |
| 1.                  | «Eruption 1»        | 30:59        |
| 2.                  | «Eruption 2»        | 25:09        |
| Общая длительность: | Общая длительность: | 56:08        |

| №                   | Название              | Длительность |
| ------------------- | --------------------- | ------------ |
| 3.                  | «Eruption Soundcheck» | 4:26         |
| Общая длительность: | Общая длительность:   | 60:34        |

## Участники записи
- Конрад Шнитцлер — инструменты
- Ханс-Йоахим Роделиус — инструменты
- Дитер Мёбиус — инструменты
- Клаус Фройдихманн — звукорежиссёр